# Parțial legal
Parțial legal (Fairly Legal) este un serial de televiziune american, rulând în SUA la postul de televiziune USA Network și are ca acotri în rolurile principale pe Sarah Shahi, Michael Trucco, Virginia Williams, Baron Vaughn și Ryan Johnson. A avut premiera pe 20 ianuarie 2011.